# Lion des cavernes eurasiatique
Panthera spelaea
Pour les articles homonymes, voir Lion des cavernes.
Ne pas confondre avec le Lion européen
Espèce
Synonymes
Répartition géographique
Statut de conservation UICN

EX : Éteint
Le lion des cavernes eurasiatique (Panthera spelaea) est une espèce disparue de grands félins du genre Panthera, qui peuplait l’Eurasie durant la seconde moitié du Pléistocène. Il regroupe plusieurs sous-espèces connues sous le nom de « lion des cavernes ».
Il a été l'un des plus importants prédateurs du Pléistocène moyen et supérieur. Probablement originaire d'Afrique, ancêtre du lion (Panthera leo, Linnaeus), il s'est installé en Europe avant de s'étendre peu à peu vers l'Asie, puis l'Amérique du Nord. Le lion des cavernes a disparu il y a environ 11 000 ans, en même temps que ses proies adaptées au climat steppique qui a pris fin lors du réchauffement climatique relativement rapide marquant le début de l'Holocène.
Son extinction pourrait avoir été provoquée par le réchauffement rapide du climat lors de l'interstade du « Groenland 1 », intervenu il y a environ 14 700 ans avant J.C., entraînant la disparition de ses proies. Les datations carbone obtenues en spectrométrie de masse par accélérateur datent cette extinction en Eurasie entre environ 14 500 et 14 000 ans avant J.C., et en Amérique du Nord (Alaska et Yukon), d'environ 1 000 ans plus tard.
Il a été décrit par le paléontologue allemand Georg August Goldfuss en 1810 sous le nom scientifique Felis spelaea.
L'analyse phylogénétique d'os fossiles montre qu'il était nettement distinct et génétiquement isolé du lion moderne.

## Apparence et mensurations

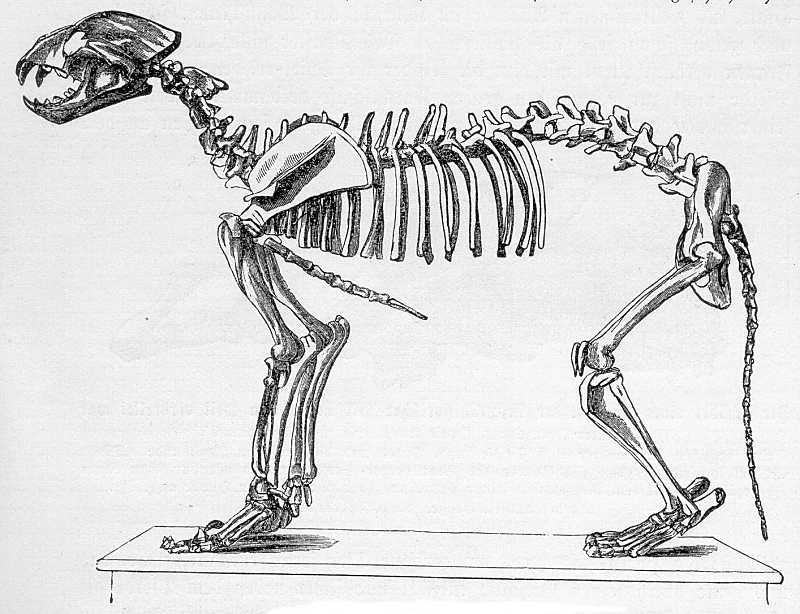
Le squelette du lion des cavernes vu par W. Bölsche en 1896.

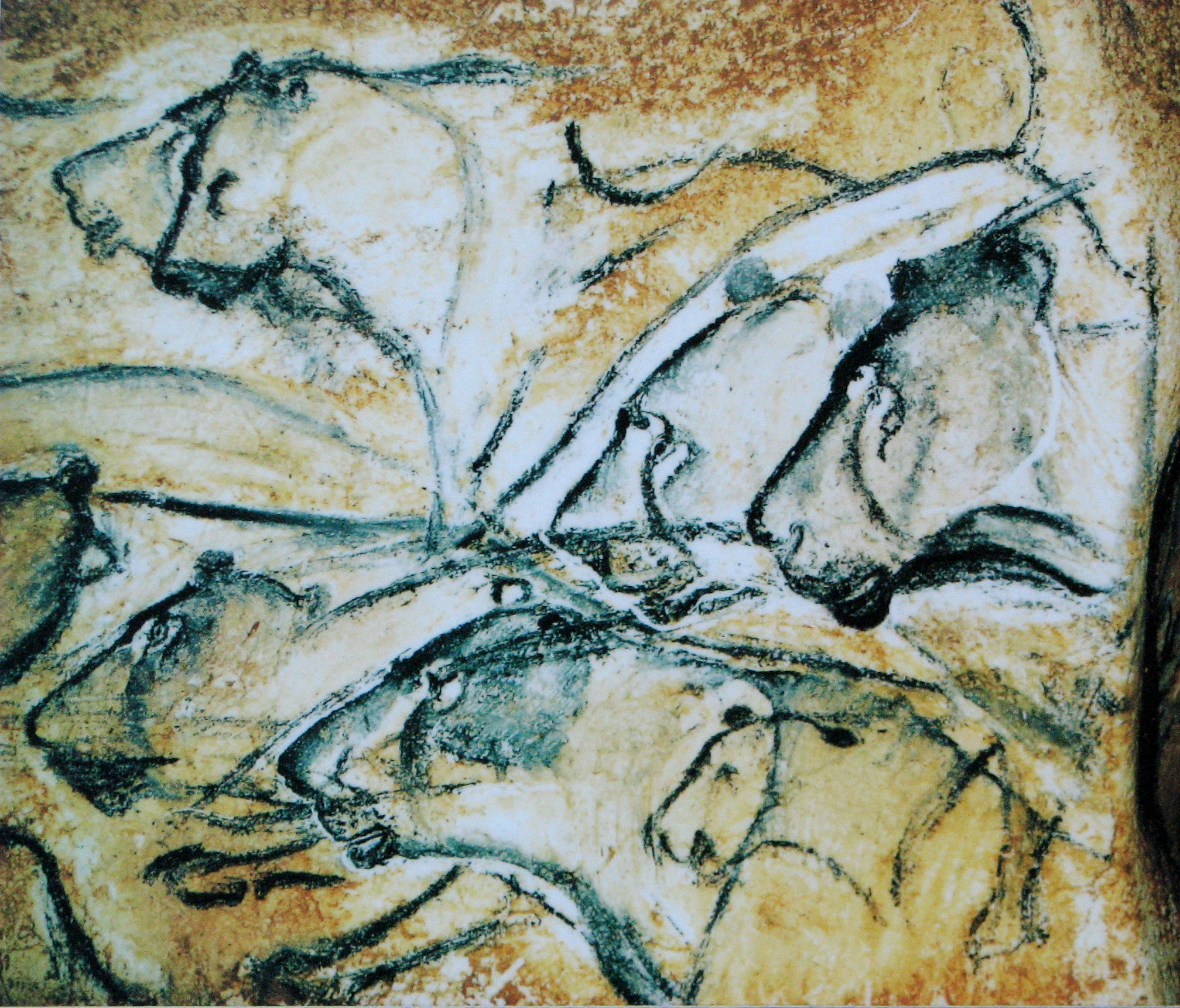
Lions des cavernes, selon une réplique des peintures de la grotte Chauvet, au musée Anthropos de Brno. On les décrit parfois comme « lionnes des cavernes », du fait de l'absence de crinière.

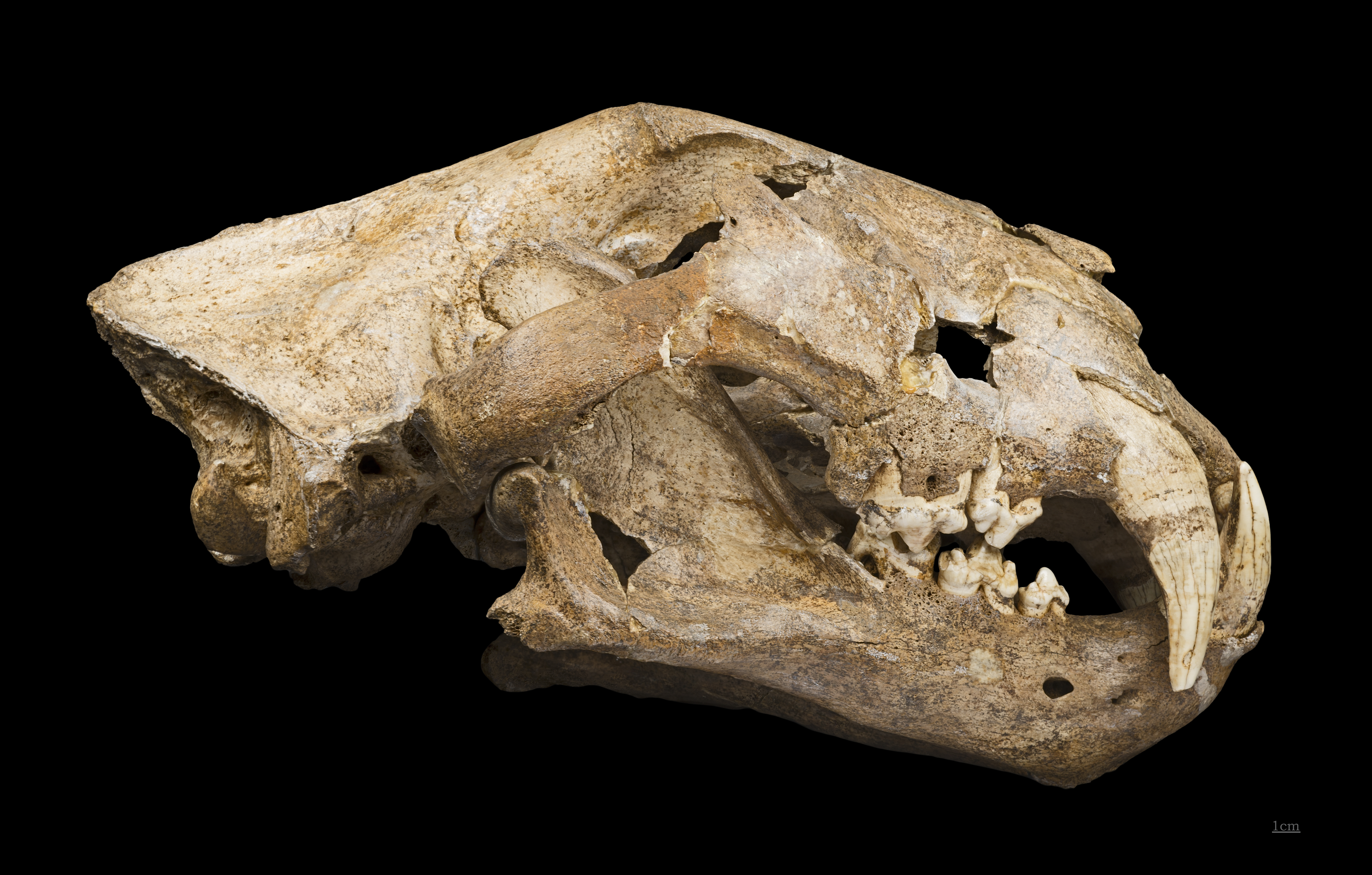
Panthera spelaea (Montmaurin) - Muséum de Toulouse.

Le lion des cavernes fut probablement l’un des plus gros félins de tous les temps. Certaines sources pensaient, sur la base de l'examen de la forme du crâne, que cet animal était plutôt apparenté au tigre, et que, mieux que Panthera leo spelaea, il conviendrait donc de l'appeler Panthera tigris spelaea. Cependant, les analyses génétiques récentes sur l'ADN fossile ont montré que de tous les félidés actuels, c'est du lion moderne qu'il est en fait le plus proche, tout en étant une espèce différente ayant divergé de ce dernier il y a environ 1,9 million d'années,.
Tous les indices montrant l’apparence des lions des cavernes sont gravés, peints ou sculptés par nos ancêtres, les hommes préhistoriques.
- Une sculpture provenant de la grotte de Vogelherd (Allemagne) montre une tête de lion (d’environ 3 cm) possédant des oreilles rondes et de profondes entailles interprétées comme une crinière.
- Des gravures de lions en pleine course provenant de la grotte de La Vache (Ariège) ne possèdent pas de crinière (probablement des femelles) et montrent clairement une queue touffue et un museau moustachu.
- Une gravure de la grotte des Combarelles (Dordogne) et une figurine sculptée dans de l’ivoire de mammouth montrant un homme portant une fourrure rayée d’un grand félin (trouvée à Mal’ta, en Russie), laissent penser que les lions des cavernes étaient rayés — d’ailleurs, serait-ce un tigre ?
- Les peintures de la grotte Chauvet (Ardèche) montrent des lions à queues touffues, de pelage uni fauve et à vibrisses. Aucun fauve n’est représenté orné d’une crinière, ce qui laisse déduire que soit ce sont toutes des lionnes, soit les mâles ne possédaient pas de crinière ; pourtant, certaines représentations montrent probablement des mâles, la forme de leur cou est plus épaisse, ce qui laisse penser que les crinières sont simplement représentées par un cou plus épais.

Les scientifiques se font donc une assez bonne idée de l’apparence de ce gros félin ; ces indices, et bien d’autres, montrent donc un gros félin à queue touffue, à pelage faiblement rayé et, pour les mâles, une courte crinière.

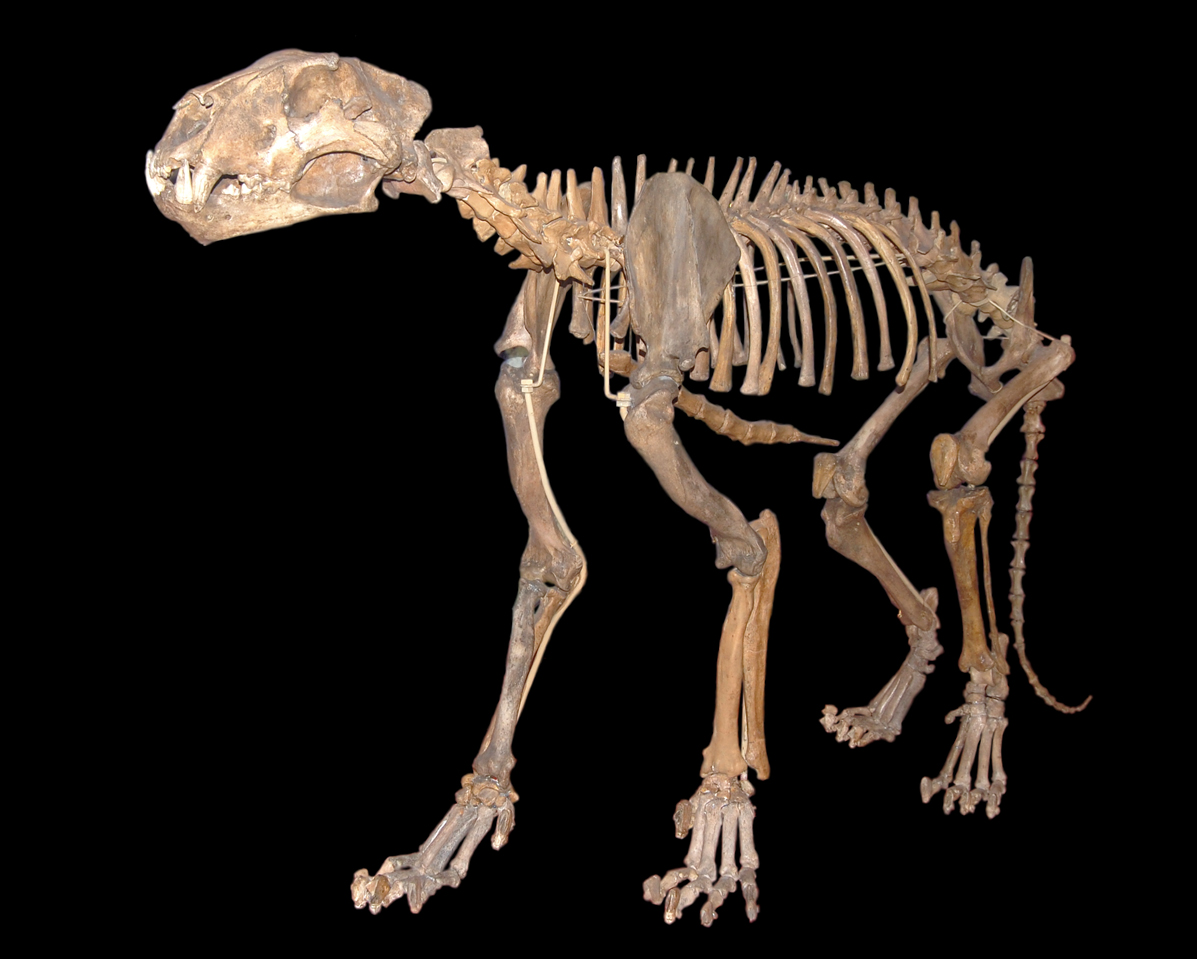
Le squelette du lion des cavernes européen du Musée d'histoire naturelle de Vienne.

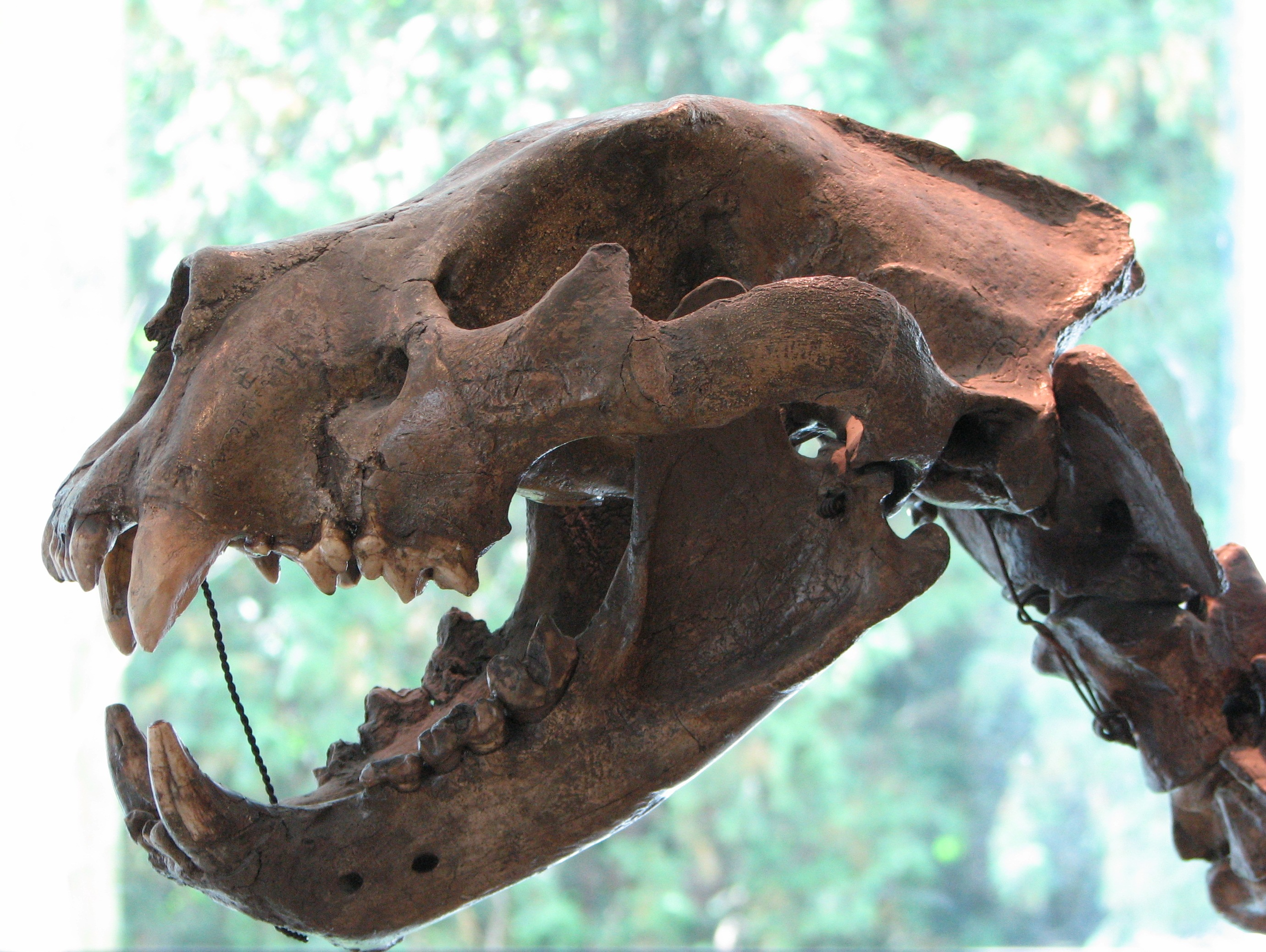
Crâne de Panthera spelaea.

Les mensurations des lions des cavernes sont uniquement basées sur les fossiles. La plupart devaient avoir une taille plus modeste, un crâne trouvé près de Vence (Alpes-Maritimes) mesurant 36 cm (30 à 40 cm chez les lions actuels). Le plus grand crâne de lion des cavernes provient d’Angleterre et mesure 43 cm. Cependant, les lions des cavernes possédaient un crâne plus court que ceux des lions actuels, ce qui laisse penser, par déduction, qu’ils étaient plus grands.  On note également des différences au niveau des épaules et du cou, des membres, de la colonne vertébrale et de la boîte crânienne. Les mâles pesaient entre 250 et 320 kg (chez les lions modernes, le poids varie entre 140 et 215 kg), et les femelles, plus petites, près de 175 kg (contre 110 à 170 kg pour une lionne moderne). Cependant, certains spécimens devaient atteindre une taille bien plus imposante. En effet, au musée préhistorique de la Roche de Solutré est conservé le crâne d'un lion des cavernes retrouvé non loin, dans la brèche de Château, et mesurant approximativement 1,42 mètre au garrot pour une masse de 500 kilogrammes environ.
Le lion des cavernes était généralement de très grande taille, excepté dans quelques régions nordiques où une grande taille n'était pas nécessaire. Certains auteurs considèrent la taille comme un indicateur chronologique ; selon Ballesio, il existe deux formes : une grande, présente notamment dans les grottes de Gailenreuth (Franconie, Allemagne), Lherm (Ariège), ou Jaurens (Nespouls, Corrèze), et une petite, présente à la grotte du Bois du Cantet Espèche (Hautes-Pyrénées) et dans d'autres sites magdaléniens d'Europe septentrionale. Il semble plutôt s'agir d'un dimorphisme sexuel, d'autant que les spécimens magdaléniens, très fragmentaires, se rapprochent plus de Panthera leo que de Panthera spelaea.

## Régime alimentaire et mode de vie
Le régime du lion des cavernes était, à l'instar du lion actuel, carnivore, mais également nécrophage. Le statut de prédateur dominant lui était alloué, avec comme principales proies des bisons, des cerfs, des chevaux ou même de jeunes mammouths. Une carcasse momifiée de bison (Bison priscus, Bojanus) a été retrouvée en 1979 en Alaska et a été datée d'environ 31 000 ans. Il semble que ce bison ait été tué par des lions ; sa peau porte de nombreuses traces de griffures, son museau porte des traces de morsures caractéristiques des grands félins. Une carnassière a été retrouvée dans la peau de l'animal. L'hypothèse de cette chasse n'est pas à exclure car dans la grotte Chauvet ont été peints des panneaux associant ces deux espèces. Il a souvent été admis que les lions des cavernes vivaient en petits groupes de quelques individus, à la manière des lions actuels.
Le lion des cavernes vivait dans un environnement peuplé de gros mammifères : ours des cavernes (Ursus speleaus), mammouths (Mammuthus primigienus), bœufs musqués (Ovibos moschatus), mégacéros (Megaloceros giganteus), antilopes saïga (Saiga tatarica), bisons (Bison priscus) ou rennes (Rangifer tarandus). Ces derniers devaient être sa proie principale. Il est également contemporain des premiers humains modernes (Homo sapiens).
Malgré son nom, le lion des cavernes n’habitait probablement pas les abris souterrains, excepté l’hiver pour se protéger du froid.

## Répartition géographique

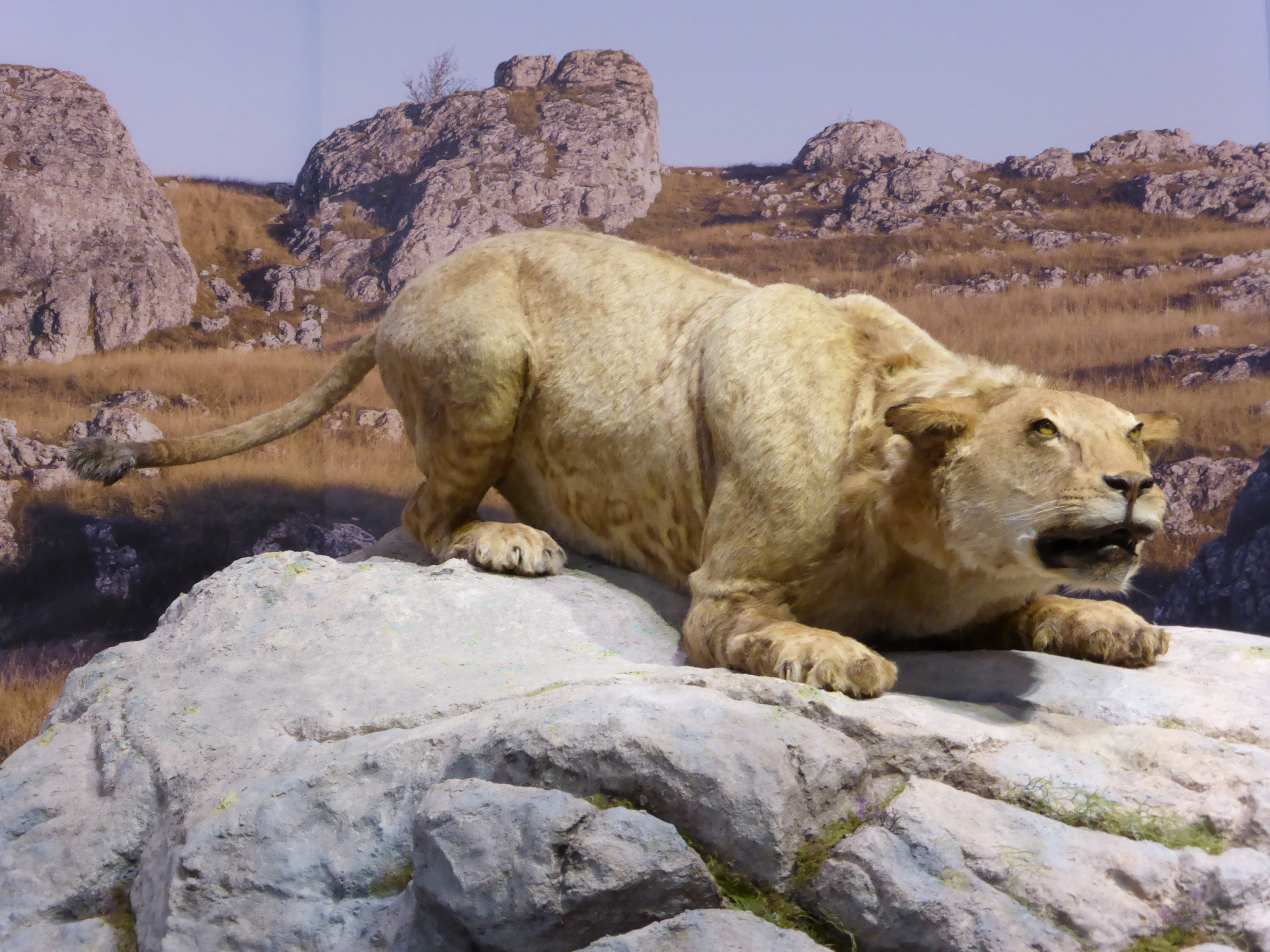
Reconstitution d'un lion des cavernes, à la Caverne du Pont-d'Arc.

Le lion des cavernes a vécu entre −100 000 et environ −13 500 ans, succédant à Panthera leo fossilis, plus grand et adapté à un climat plus chaud.
Il était le plus gros prédateur des deux dernières périodes glaciaires. Son aire de répartition s’étendait de la Sibérie et de l'Alaska (où il cohabitait avec Panthera leo vereshchagini, un autre lion ainsi que certains félins à dents de sabre) jusqu’à l’Europe du Sud. Même si les lions des cavernes préféraient les climats plus cléments, ils fréquentaient également l’Eurasie lors des périodes les plus froides.
Il existe plusieurs formes de lions des cavernes, dont la plus ancienne est Panthera spelaea fossilis (Reichenau, 1906), divergeant de la forme type de Gailenreuth par une plus grande taille ; elle a été trouvée dans les dépôts du Pléistocène moyen dont les plus anciens, sur le site d'Isernia La Pineta (Italie), sont datés d'environ 700 000 ans ; on en trouve également à Mosbach II (syn. Panthera mosbachensis), Mauer (Allemagne), Atapuerca TD11-10 (Espagne) et Arago I-III (France). Également considéré parfois comme sous-espèce de lion ou espèce distincte, cette forme serait venue d'Afrique et aurait laissé place à la forme type il y a environ 350 000 ans. De grands spécimens tel celui de la caverne de Mars à Vence (Alpes-Maritimes) et de Cajare, marquent la transition entre Panthera spelaea fossilis et P. s. spelaea, ce dernier souvent distingué par une plus petite taille ; néanmoins, selon Argant, et d'autres auteurs, la taille n'est pas un caractère suffisant pour différencier les deux sous-espèces du fait que certains spécimens du Pléistocène moyen terminal, tel celui de l'abîme de la Fage, sont de petites tailles ; à l'inverse, certains spécimens du Pléistocène supérieur sont de grande taille, comme à Siegsdorf (Allemagne), Arrikrutz (Espagne) ou Gailenreuth (Allemagne).
Le lion des cavernes typique, P. s. spelaea, était présent de l'Espagne à la Russie, en passant par de nombreux pays tels la France, l'Italie, la Belgique, l'Allemagne, la Suisse, la Grande-Bretagne, l'Autriche et des Pays de l'Est jusqu'à la plaine russe et l'Oural.
Comme l'avait déjà proposé Kurtén, les formes de plus petite taille, de Sibérie orientale, d'Alaska et du Yukon (Canada), appartiennent à une sous-espèce distincte, nommée P. spelaea vereshchagini ; ces spécimens ont une taille plus petite et un crâne plus court que les formes européennes de la même époque.
À partir de 110 000 ans, au cours d'une période interglaciaire, les lions arrivent en Alberta et aux États-Unis. Caractérisés par une énorme taille, plus grande encore que celle de Panthera spelaea fossilis, ces lions des cavernes appartiennent à la sous-espèce Panthera spelaea atrox, parfois considérée comme sous-espèce de lion, ou plus souvent comme espèce distincte. Une mâchoire de lion de taille importante fut trouvée en Alaska et fut rapportée à P. spelaea atrox, ce qui contredit en partie la sous-espèce P. s. vereshchagini ; on peut donc en conclure que certains spécimens alaskiens évoluèrent déjà vers P. s. atrox. De très grands spécimens provenant du gisement de Rancho La Brea sont considérés comme les plus grands félins de la planète. Une mâchoire provenant de Natchez (Mississippi) fut décrite par Leidy. De nombreux fossiles proviennent des États-Unis, notamment de Californie, de Floride, du Kansas, du Nebraska, du Texas, du Dakota du Sud, plus rarement du Canada et du Mexique.
Le lion des cavernes disparut avec le radoucissement climatique marquant la fin de la dernière glaciation, il y a environ 11 000 ans. Néanmoins, certains spécialistes tendent à croire qu'il survécut quelque temps en Sibérie, où le climat lui était encore favorable. Le lion actuel (Panthera leo) arriva en Europe il y a environ 12 000 ans et en disparut il y a entre 2300 et 1 900 ans, au Nord de la Grèce.

## Taxinomie
La classification du lion des cavernes est toujours controversée, tantôt classé comme une sous-espèce de lion (Panthera leo spelaea), tantôt comme une espèce à part entière (Panthera spelaea).
L'apparence des lions des cavernes a souvent été contestée durant ces deux derniers siècles, du fait que tantôt il a été considéré comme une sous-espèce de lion moderne, et tantôt comme une sous-espèce du tigre. Les auteurs modernes tendent à croire qu'il s'agit d'une population de lions africains s'étant adaptés très tôt à un climat froid. Une étude basée sur quelques individus européens provenant d'Allemagne et d'Autriche montre que le phylum des lions des cavernes s'est détaché très tôt du phylum des lions modernes ; cette étude inclut les lions des cavernes au sein du taxon Panthera leo mais l'éloignement génétique, en plus de l'adaptation flagrante au froid, porte à croire qu'il s'agit plutôt d'une espèce distincte,.
L’histoire commence en 1810 quand G. A. Goldfuss décrivit cette espèce comme Felis spelaea, en le rapprochant du lion (à l’époque Felis leo), puis, lorsque le léopard, le tigre, le lion et le jaguar furent classés dans le genre Panthera, le lion des cavernes y fut aussi (Panthera spelaea). En 1996, Groiss le classa parmi les tigres (Panthera tigris spelaea). Les dernières études d’ADN prélevé sur quatre ossements provenant du Sud de l’Allemagne et un autre provenant d’Autriche montrent qu’il s’agissait en fait d’une sous-espèce de lion (Panthera leo spelaea) ; toutefois, il semble plus qu'il s'agisse d'une espèce distincte.

### Phylogénie
Cladogramme basé sur l'analyse phylogénétique des espèces vivantes et éteintes (†) du genre Panthera réalisée par P. Piras et ses collègues en 2018. P. spelaea y est placée en groupe frère du Lion d'Amérique (Panthera atrox) :
|  | \| \| † Panthera blytheae \| \| \| \| \| \| Panthera uncia (Panthère des neiges) \| \| \| \| |
|  |                                                                                              |
|  | † Panthera blytheae                                                                          |
|  |                                                                                              |
|  | Panthera uncia (Panthère des neiges)                                                         |
|  |                                                                                              |

|  | † Panthera blytheae                  |
|  |                                      |
|  | Panthera uncia (Panthère des neiges) |
|  |                                      |

|  | \| \| † Panthera zdanskyi (Tigre de Longdan) \| \| \| \| \| \| Panthera tigris (Tigre) \| \| \| \| |
|  | |
|  | † Panthera zdanskyi (Tigre de Longdan)                                                             |
|  | |
|  | Panthera tigris (Tigre)                                                                            |
|  | |

|  | † Panthera zdanskyi (Tigre de Longdan) |
|  |                                        |
|  | Panthera tigris (Tigre)                |
|  |                                        |

|  | \| \| † Panthera blytheae \| \| \| \| \| \| Panthera uncia (Panthère des neiges) \| \| \| \| |
|  |                                                                                              |
|  | † Panthera blytheae                                                                          |
|  |                                                                                              |
|  | Panthera uncia (Panthère des neiges)                                                         |
|  |                                                                                              |

|  | † Panthera blytheae                  |
|  |                                      |
|  | Panthera uncia (Panthère des neiges) |
|  |                                      |

|  | \| \| † Panthera zdanskyi (Tigre de Longdan) \| \| \| \| \| \| Panthera tigris (Tigre) \| \| \| \| |
|  | |
|  | † Panthera zdanskyi (Tigre de Longdan)                                                             |
|  | |
|  | Panthera tigris (Tigre)                                                                            |
|  | |

|  | † Panthera zdanskyi (Tigre de Longdan) |
|  |                                        |
|  | Panthera tigris (Tigre)                |
|  |                                        |

|  | \| \| † Panthera gombaszoegensis (Jaguar européen) \| \| \| \| \| \| Panthera onca (Jaguar) \| \| \| \| |
|  | |
|  | † Panthera gombaszoegensis (Jaguar européen)                                                            |
|  | |
|  | Panthera onca (Jaguar)                                                                                  |
|  | |

|  | † Panthera gombaszoegensis (Jaguar européen) |
|  |                                              |
|  | Panthera onca (Jaguar)                       |
|  |                                              |

|  | Panthera leo (Lion) |
|  | |
|  | \| \| † Panthera spelaea (Lion des cavernes d'Eurasie) \| \| \| \| \| \| † Panthera atrox (Lion d'Amérique) \| \| \| \| |
|  | |
|  | † Panthera spelaea (Lion des cavernes d'Eurasie)                                                                        |
|  | |
|  | † Panthera atrox (Lion d'Amérique)                                                                                      |
|  | |

|  | † Panthera spelaea (Lion des cavernes d'Eurasie) |
|  |                                                  |
|  | † Panthera atrox (Lion d'Amérique)               |
|  |                                                  |

|  | Panthera leo (Lion) |
|  | |
|  | \| \| † Panthera spelaea (Lion des cavernes d'Eurasie) \| \| \| \| \| \| † Panthera atrox (Lion d'Amérique) \| \| \| \| |
|  | |
|  | † Panthera spelaea (Lion des cavernes d'Eurasie)                                                                        |
|  | |
|  | † Panthera atrox (Lion d'Amérique)                                                                                      |
|  | |

|  | † Panthera spelaea (Lion des cavernes d'Eurasie) |
|  |                                                  |
|  | † Panthera atrox (Lion d'Amérique)               |
|  |                                                  |

|  | Panthera leo (Lion) |
|  | |
|  | \| \| † Panthera spelaea (Lion des cavernes d'Eurasie) \| \| \| \| \| \| † Panthera atrox (Lion d'Amérique) \| \| \| \| |
|  | |
|  | † Panthera spelaea (Lion des cavernes d'Eurasie)                                                                        |
|  | |
|  | † Panthera atrox (Lion d'Amérique)                                                                                      |
|  | |

|  | † Panthera spelaea (Lion des cavernes d'Eurasie) |
|  |                                                  |
|  | † Panthera atrox (Lion d'Amérique)               |
|  |                                                  |

|  | Panthera leo (Lion) |
|  | |
|  | \| \| † Panthera spelaea (Lion des cavernes d'Eurasie) \| \| \| \| \| \| † Panthera atrox (Lion d'Amérique) \| \| \| \| |
|  | |
|  | † Panthera spelaea (Lion des cavernes d'Eurasie)                                                                        |
|  | |
|  | † Panthera atrox (Lion d'Amérique)                                                                                      |
|  | |

|  | † Panthera spelaea (Lion des cavernes d'Eurasie) |
|  |                                                  |
|  | † Panthera atrox (Lion d'Amérique)               |
|  |                                                  |

|  | \| \| † Panthera gombaszoegensis (Jaguar européen) \| \| \| \| \| \| Panthera onca (Jaguar) \| \| \| \| |
|  | |
|  | † Panthera gombaszoegensis (Jaguar européen)                                                            |
|  | |
|  | Panthera onca (Jaguar)                                                                                  |
|  | |

|  | † Panthera gombaszoegensis (Jaguar européen) |
|  |                                              |
|  | Panthera onca (Jaguar)                       |
|  |                                              |

|  | Panthera leo (Lion) |
|  | |
|  | \| \| † Panthera spelaea (Lion des cavernes d'Eurasie) \| \| \| \| \| \| † Panthera atrox (Lion d'Amérique) \| \| \| \| |
|  | |
|  | † Panthera spelaea (Lion des cavernes d'Eurasie)                                                                        |
|  | |
|  | † Panthera atrox (Lion d'Amérique)                                                                                      |
|  | |

|  | † Panthera spelaea (Lion des cavernes d'Eurasie) |
|  |                                                  |
|  | † Panthera atrox (Lion d'Amérique)               |
|  |                                                  |

|  | Panthera leo (Lion) |
|  | |
|  | \| \| † Panthera spelaea (Lion des cavernes d'Eurasie) \| \| \| \| \| \| † Panthera atrox (Lion d'Amérique) \| \| \| \| |
|  | |
|  | † Panthera spelaea (Lion des cavernes d'Eurasie)                                                                        |
|  | |
|  | † Panthera atrox (Lion d'Amérique)                                                                                      |
|  | |

|  | † Panthera spelaea (Lion des cavernes d'Eurasie) |
|  |                                                  |
|  | † Panthera atrox (Lion d'Amérique)               |
|  |                                                  |

|  | Panthera leo (Lion) |
|  | |
|  | \| \| † Panthera spelaea (Lion des cavernes d'Eurasie) \| \| \| \| \| \| † Panthera atrox (Lion d'Amérique) \| \| \| \| |
|  | |
|  | † Panthera spelaea (Lion des cavernes d'Eurasie)                                                                        |
|  | |
|  | † Panthera atrox (Lion d'Amérique)                                                                                      |
|  | |

|  | † Panthera spelaea (Lion des cavernes d'Eurasie) |
|  |                                                  |
|  | † Panthera atrox (Lion d'Amérique)               |
|  |                                                  |

|  | Panthera leo (Lion) |
|  | |
|  | \| \| † Panthera spelaea (Lion des cavernes d'Eurasie) \| \| \| \| \| \| † Panthera atrox (Lion d'Amérique) \| \| \| \| |
|  | |
|  | † Panthera spelaea (Lion des cavernes d'Eurasie)                                                                        |
|  | |
|  | † Panthera atrox (Lion d'Amérique)                                                                                      |
|  | |

|  | † Panthera spelaea (Lion des cavernes d'Eurasie) |
|  |                                                  |
|  | † Panthera atrox (Lion d'Amérique)               |
|  |                                                  |

|  | \| \| † Panthera blytheae \| \| \| \| \| \| Panthera uncia (Panthère des neiges) \| \| \| \| |
|  |                                                                                              |
|  | † Panthera blytheae                                                                          |
|  |                                                                                              |
|  | Panthera uncia (Panthère des neiges)                                                         |
|  |                                                                                              |

|  | † Panthera blytheae                  |
|  |                                      |
|  | Panthera uncia (Panthère des neiges) |
|  |                                      |

|  | \| \| † Panthera zdanskyi (Tigre de Longdan) \| \| \| \| \| \| Panthera tigris (Tigre) \| \| \| \| |
|  | |
|  | † Panthera zdanskyi (Tigre de Longdan)                                                             |
|  | |
|  | Panthera tigris (Tigre)                                                                            |
|  | |

|  | † Panthera zdanskyi (Tigre de Longdan) |
|  |                                        |
|  | Panthera tigris (Tigre)                |
|  |                                        |

|  | \| \| † Panthera blytheae \| \| \| \| \| \| Panthera uncia (Panthère des neiges) \| \| \| \| |
|  |                                                                                              |
|  | † Panthera blytheae                                                                          |
|  |                                                                                              |
|  | Panthera uncia (Panthère des neiges)                                                         |
|  |                                                                                              |

|  | † Panthera blytheae                  |
|  |                                      |
|  | Panthera uncia (Panthère des neiges) |
|  |                                      |

|  | \| \| † Panthera zdanskyi (Tigre de Longdan) \| \| \| \| \| \| Panthera tigris (Tigre) \| \| \| \| |
|  | |
|  | † Panthera zdanskyi (Tigre de Longdan)                                                             |
|  | |
|  | Panthera tigris (Tigre)                                                                            |
|  | |

|  | † Panthera zdanskyi (Tigre de Longdan) |
|  |                                        |
|  | Panthera tigris (Tigre)                |
|  |                                        |

|  | \| \| † Panthera gombaszoegensis (Jaguar européen) \| \| \| \| \| \| Panthera onca (Jaguar) \| \| \| \| |
|  | |
|  | † Panthera gombaszoegensis (Jaguar européen)                                                            |
|  | |
|  | Panthera onca (Jaguar)                                                                                  |
|  | |

|  | † Panthera gombaszoegensis (Jaguar européen) |
|  |                                              |
|  | Panthera onca (Jaguar)                       |
|  |                                              |

|  | Panthera leo (Lion) |
|  | |
|  | \| \| † Panthera spelaea (Lion des cavernes d'Eurasie) \| \| \| \| \| \| † Panthera atrox (Lion d'Amérique) \| \| \| \| |
|  | |
|  | † Panthera spelaea (Lion des cavernes d'Eurasie)                                                                        |
|  | |
|  | † Panthera atrox (Lion d'Amérique)                                                                                      |
|  | |

|  | † Panthera spelaea (Lion des cavernes d'Eurasie) |
|  |                                                  |
|  | † Panthera atrox (Lion d'Amérique)               |
|  |                                                  |

|  | Panthera leo (Lion) |
|  | |
|  | \| \| † Panthera spelaea (Lion des cavernes d'Eurasie) \| \| \| \| \| \| † Panthera atrox (Lion d'Amérique) \| \| \| \| |
|  | |
|  | † Panthera spelaea (Lion des cavernes d'Eurasie)                                                                        |
|  | |
|  | † Panthera atrox (Lion d'Amérique)                                                                                      |
|  | |

|  | † Panthera spelaea (Lion des cavernes d'Eurasie) |
|  |                                                  |
|  | † Panthera atrox (Lion d'Amérique)               |
|  |                                                  |

|  | Panthera leo (Lion) |
|  | |
|  | \| \| † Panthera spelaea (Lion des cavernes d'Eurasie) \| \| \| \| \| \| † Panthera atrox (Lion d'Amérique) \| \| \| \| |
|  | |
|  | † Panthera spelaea (Lion des cavernes d'Eurasie)                                                                        |
|  | |
|  | † Panthera atrox (Lion d'Amérique)                                                                                      |
|  | |

|  | † Panthera spelaea (Lion des cavernes d'Eurasie) |
|  |                                                  |
|  | † Panthera atrox (Lion d'Amérique)               |
|  |                                                  |

|  | Panthera leo (Lion) |
|  | |
|  | \| \| † Panthera spelaea (Lion des cavernes d'Eurasie) \| \| \| \| \| \| † Panthera atrox (Lion d'Amérique) \| \| \| \| |
|  | |
|  | † Panthera spelaea (Lion des cavernes d'Eurasie)                                                                        |
|  | |
|  | † Panthera atrox (Lion d'Amérique)                                                                                      |
|  | |

|  | † Panthera spelaea (Lion des cavernes d'Eurasie) |
|  |                                                  |
|  | † Panthera atrox (Lion d'Amérique)               |
|  |                                                  |

|  | \| \| † Panthera gombaszoegensis (Jaguar européen) \| \| \| \| \| \| Panthera onca (Jaguar) \| \| \| \| |
|  | |
|  | † Panthera gombaszoegensis (Jaguar européen)                                                            |
|  | |
|  | Panthera onca (Jaguar)                                                                                  |
|  | |

|  | † Panthera gombaszoegensis (Jaguar européen) |
|  |                                              |
|  | Panthera onca (Jaguar)                       |
|  |                                              |

|  | Panthera leo (Lion) |
|  | |
|  | \| \| † Panthera spelaea (Lion des cavernes d'Eurasie) \| \| \| \| \| \| † Panthera atrox (Lion d'Amérique) \| \| \| \| |
|  | |
|  | † Panthera spelaea (Lion des cavernes d'Eurasie)                                                                        |
|  | |
|  | † Panthera atrox (Lion d'Amérique)                                                                                      |
|  | |

|  | † Panthera spelaea (Lion des cavernes d'Eurasie) |
|  |                                                  |
|  | † Panthera atrox (Lion d'Amérique)               |
|  |                                                  |

|  | Panthera leo (Lion) |
|  | |
|  | \| \| † Panthera spelaea (Lion des cavernes d'Eurasie) \| \| \| \| \| \| † Panthera atrox (Lion d'Amérique) \| \| \| \| |
|  | |
|  | † Panthera spelaea (Lion des cavernes d'Eurasie)                                                                        |
|  | |
|  | † Panthera atrox (Lion d'Amérique)                                                                                      |
|  | |

|  | † Panthera spelaea (Lion des cavernes d'Eurasie) |
|  |                                                  |
|  | † Panthera atrox (Lion d'Amérique)               |
|  |                                                  |

|  | Panthera leo (Lion) |
|  | |
|  | \| \| † Panthera spelaea (Lion des cavernes d'Eurasie) \| \| \| \| \| \| † Panthera atrox (Lion d'Amérique) \| \| \| \| |
|  | |
|  | † Panthera spelaea (Lion des cavernes d'Eurasie)                                                                        |
|  | |
|  | † Panthera atrox (Lion d'Amérique)                                                                                      |
|  | |

|  | † Panthera spelaea (Lion des cavernes d'Eurasie) |
|  |                                                  |
|  | † Panthera atrox (Lion d'Amérique)               |
|  |                                                  |

|  | Panthera leo (Lion) |
|  | |
|  | \| \| † Panthera spelaea (Lion des cavernes d'Eurasie) \| \| \| \| \| \| † Panthera atrox (Lion d'Amérique) \| \| \| \| |
|  | |
|  | † Panthera spelaea (Lion des cavernes d'Eurasie)                                                                        |
|  | |
|  | † Panthera atrox (Lion d'Amérique)                                                                                      |
|  | |

|  | † Panthera spelaea (Lion des cavernes d'Eurasie) |
|  |                                                  |
|  | † Panthera atrox (Lion d'Amérique)               |
|  |                                                  |

### Liste des sous-espèces et leurs principaux gisements
- Panthera spelaea fossilis (von Reichenau, 1906)

Isernia La Pineta, Mauer (Heidelberg), Mosbach, Atapuerca, Azé, Arago…
- Panthera spelaea spelaea (Goldfuss, 1810)

Gailenreuth, grottes de Goyet, Arrikrutz, Siegsodrf, Artenac, Vence, La Fage, Jaurens, Lherm…
- Panthera spelaea vereshchagini Baryshnikov & Boeskorov, 2001

Kolyma, Fairbanks Creek, Last Chance Creek, grottes de Bluefish, Kaolak…

### Synonymie etnomen dubiumdePanthera spelaea
- P. s. fossilis (Reichenau, 1906) : P. fossilis, P. leo fossilis, P. mosbachensis (Mosbach).
- P. s. spelaea (type, Goldfuss, 1810) : Felis spelaea, F. leo spelaea, P. leo spelaea, P. tigris spelaea, P. spelaea, Felis youngi (Chou Kou Tien), F. leo « Edwardsi » (Vence), P. (leo) spelaea « Clouet »' (Bois de Cantet), F. spelaea « Bayoli » (La Balauzière).
- P. s. vereshchagini (Baryshnikov & Boeskorov, 2001) : P. leo vereshchagini.
- P. s. atrox (Leidy, 1853) : Felis atrox, P. atrox, Felis imperialis (Livermore Valley), Felis atrox var. bebbi (Rancho La Brea), Felis atrox « Alaskensis » (Fairbanks Creek), P. tigris atrox.

## Art préhistorique

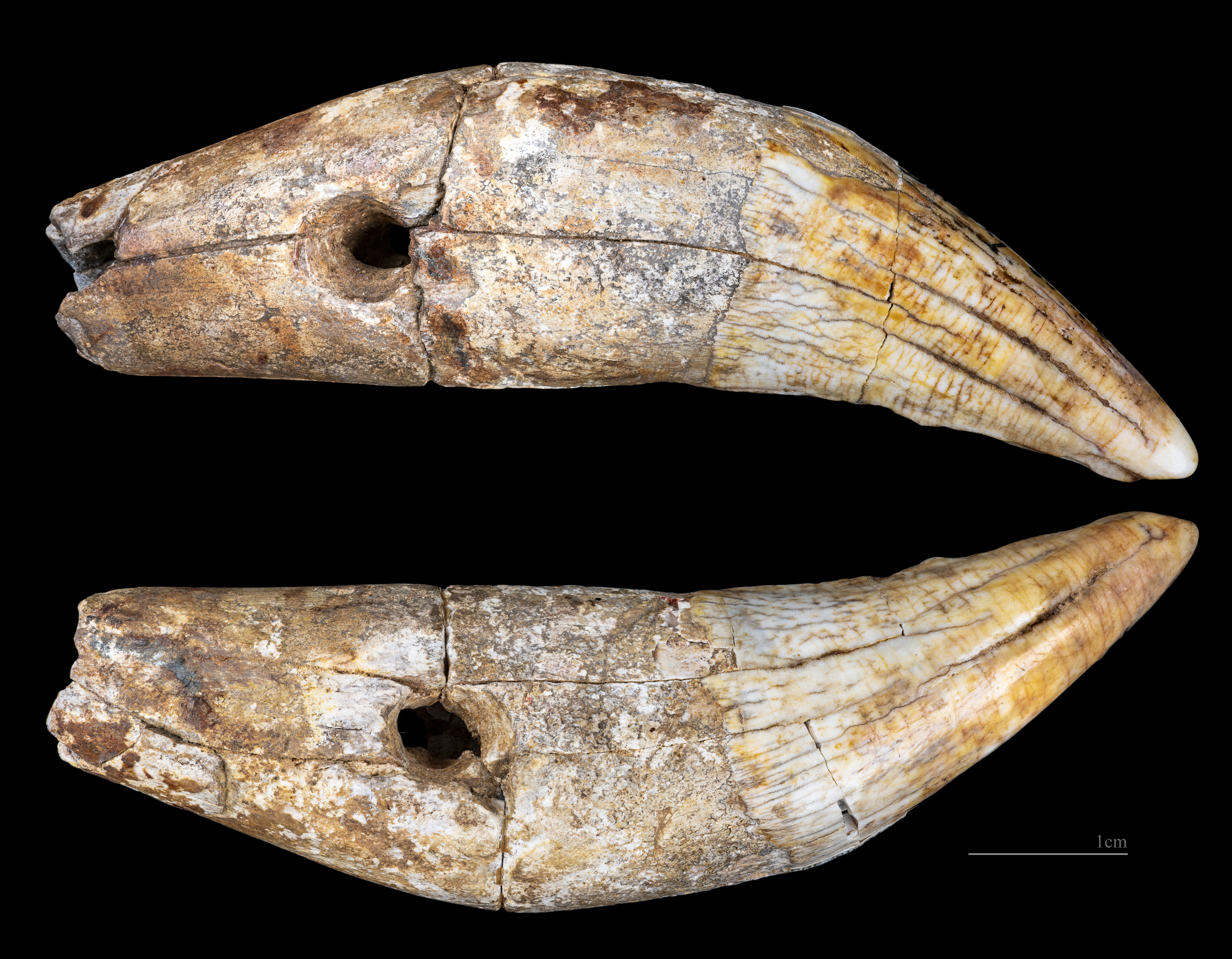
Dent de lion percée - Grotte Duruthy - Muséum de Toulouse

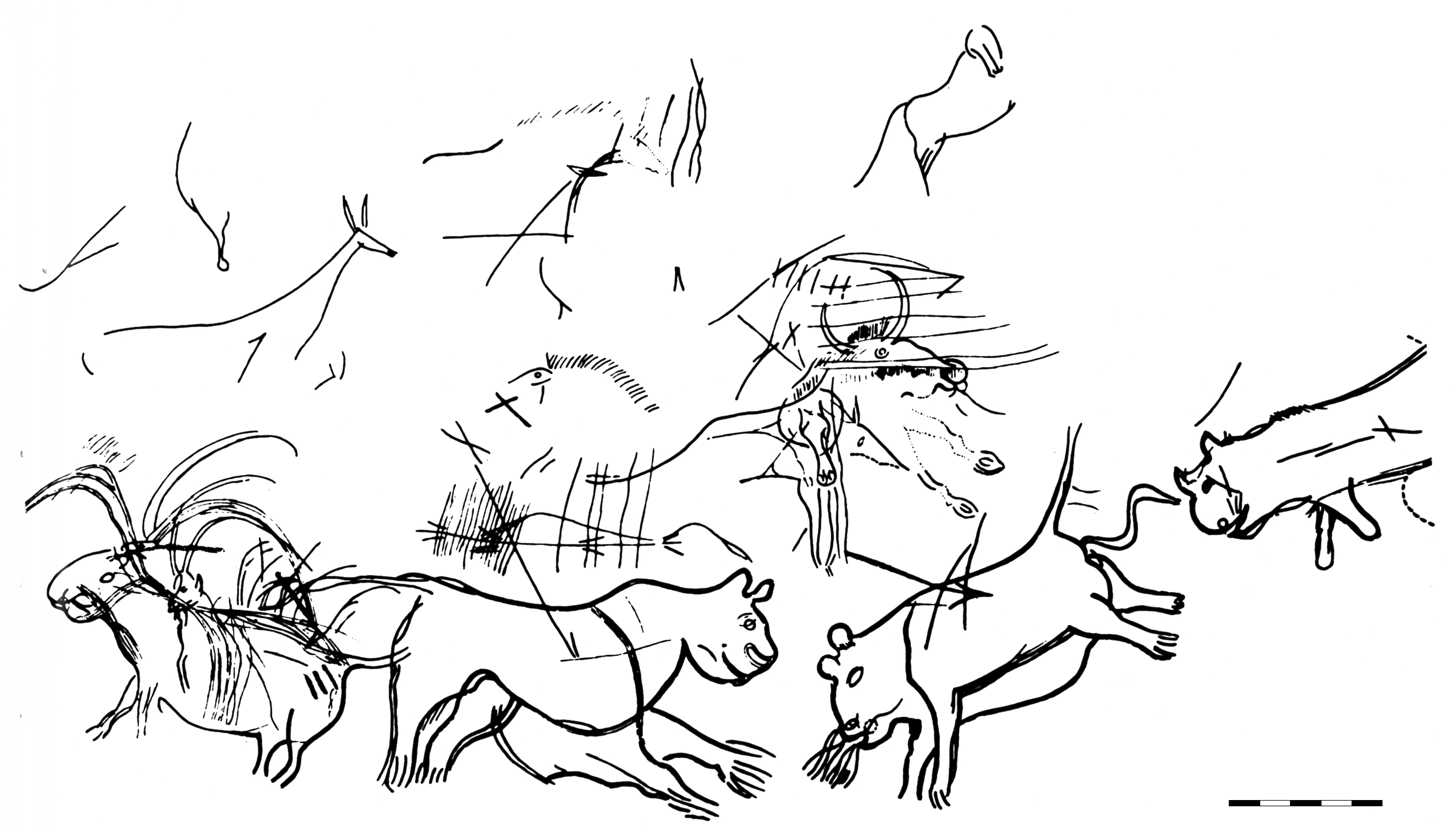
Diverticule des félins dans la grotte de Lascaux.

Les félins sont assez peu représentés dans l'art pariétal paléolithique. Chaque grotte ornée ne compte qu'une ou deux figurations de félin. La grotte des Trois-Frères en possède six, la grotte de Lascaux en Dordogne présente onze félins peints ou gravés et la grotte Chauvet en Ardèche en présente 75. En règle générale, ils sont présents dans des parties de la grotte reculées et difficile d'accès et sont de plus d'une qualité graphique bien inférieure à celle observée sur les chevaux ou les bisons par exemple. La grotte Chauvet-Pont-d’Arc fait office d'exception. Les félins peuvent être peints, gravés sur la roche ou sur l'os ou modelés dans l'argile. Quant à l'espèce de félin représentée, la grotte des Trois-Frères permet de clairement identifier le lion des cavernes plutôt que le tigre en raison de la présence d'un toupet de poil au bout de la queue,.
Le lion des cavernes est également sculpté dans la paroi du Roc-aux-Sorciers, à Angles-sur-l'Anglin, sur une frise datant d'il y a 15 000 ans
Dans la grotte Chauvet — et les autres —, les figures attribuées à des lions des cavernes sont semblables ; on retrouve toujours de grands félins à pelage épais et unis, à « pinceau » (bout de la queue) noir, à oreilles rondes, à trois ou quatre rangées de vibrisses, à truffe arrondie et à museau allongé ; curieusement, les figures représentant des mâles (comme l'atteste la figuration des testicules) ne possèdent pas de crinières, mais simplement une boursouflure au niveau du cou, ce qui permet de conclure que les lions des cavernes mâles n'avaient pas de crinières contrairement aux lions d'Afrique actuels.
La grotte Chauvet (Aurignacien) montre surtout la chasse ou le comportement des lions dans une fresque où sont représentées plusieurs espèces telles que le bison (Bison priscus), le rhinocéros laineux (Coelodonta antiquitatis), un jeune mammouth (Mammuthus primigienus) et des chevaux (Equus ferus) accompagnés d’une quinzaine de lionnes. Dans la grotte de Lascaux (Magdalénien ou Solutréen), les lions figurés semblent évoquer la chasse : une paroi montre des lions couverts de traits évoquant des lances, saignant et crachant. Comme l’ours des cavernes, le bison et le rhinocéros, le lion des cavernes a pu jouer un rôle important dans les croyances des hommes préhistoriques.
Le lion est représenté la face tournée vers l'observateur et non de profil dans l'art préhistorique africain. En effet, des légendes lui attribuent des pouvoirs magiques liés à son regard. De telles représentations du Paléolithique supérieur se retrouvent à In Habeter dans le Fezzan, à Jacou dans l'Atlas saharien, mais également dans la grotte des Trois-Frères, en France.
L’homme lion, sculpture d'ivoire de mammouth du Paléolithique supérieur (Aurignacien) de près de trente centimètres de haut, qui représente le corps d'un homme surmonté d'une tête de lion des cavernes et est l'une des plus anciennes œuvres d'art connues. Elle incarnait peut-être une divinité.

### Grotte de Vogelherd
Plusieurs campagnes de fouilles menées dans la grotte de Vogelherd en Allemagne ont mis au jour de nombreuses figurines représentant des félins. Les sculptures en ivoire de la grotte de Vogelherd sont parmi les œuvres les plus connues de l'art du Paléolithique supérieur. Une importante proportion recueillies correspondent aux niveaux stratigraphiques de l'époque aurignacienne. Ces horizons stratigraphiques comportent de nombreuses figurines zoomorphiques (félidés, bisons, chevaux et mammouths) et d'une statuette anthropomorphique « schématisée » et sculptée en ronde-bosse.
Les objets découverts dans la grotte présentent la même thématique que les représentations pariétales mises en évidence dans les grottes d'Aldène et de Chauvet. Comme les figurines de la grotte de Vogelherd, une forte proportion des peintures et gravures des grottes de l'Ardèche et de l'Hérault représentent des animaux carnivores,, et en particulier des œuvres figurant des lions des cavernes. Deux figurines de félidés, dont les cous sont étendus vers l'avant, présentent la même particularité que les représentations pariétales de lions des cavernes découverts dans la grotte Chauvet,. En outre, ils sont représentés dans des postures agressives. Deux statuettes présentent des marques en pointillé comparables à celles observées sur les figurines mises en évidence dans l'abri Morin, en Gironde.

#### Figurines de félidés
L’instrumentum artisanal issu de la Vogelherd comprend plusieurs figurines de félidés. L'une d'entre elles représente un lion des cavernes mesurant 72 mm de long pour 11 mm de large et 53 mm de haut. Les oreilles de l'animal sont couchées et correctement sculptées. À contrario, les yeux et la gueule du lion des cavernes ont été représentés avec plus de négligence. Le corps de l'animal est en grande partie recouvert de rangées de points tracées parallèlement. L'abdomen présente des motifs en forme de losange. Les pattes de l'animal sont réduites à des moignons.
Une seconde figurine de lion des cavernes mesure 2,95 × 2,15 cm pour une épaisseur de 6 mm. La pièce a subi une cassure en coupe horizontale au niveau de ses pattes. Des incisions et marques poinçonnées ont été pratiquées sur son corps. En outre, la statuette est dépourvue de crinière. Une troisième statuette de félin, représentant une panthère (ou une lionne), a été mise au jour,. La pièce mesure 6,85 cm de long pour 1,5 cm de large et 2,45 cm de haut. Sur la surface du corps de l'animal, des motifs en forme de fossettes ont été incisés. La nuque du félin porte 6 sillons parallèles. G. Freund remarque que la conception stylistique de la pièce, et en particulier sa gueule, confère à la figurine « un caractère dangereux ». Pour André Leroi-Gourhan, la réplétion de marques incisées en forme de ponctuation identifiées sur les parties dorsale, abdominale et les cuisses des deux figurines, associée, pour l'une d'entre elles, à des marques en croisillons pratiquées sur le flanc, suggèrent que ces statuettes représentent des « panthères tachetées ».
Une figurine, mesure 58 mm de long pour 14 mm de large et 24 mm de haut, fabriquée en ivoire de mammouth est d'abord retrouvée incomplète (sans tête) dans les années 1930,. La tête de l'animal est mise en évidence durant la campagne de fouilles de 2005-2012, en 2013,. Le remontage des deux fragments (corps et tête) a permis de mettre en évidence que l'ensemble de la statuette représente un ours ou un lion,.
D'autres petites sculptures attribuées à l'Aurignacien et confectionnées dans de l'ivoire de mammouth ont été mises en évidence : des statuettes représentant des grands félins, dont un torse de lion des cavernes de 5,6 cm de long, daté d'environ 35 000 AP,,, une tête de lion de 1,8 × 2,5 × 0,6 cm et datée d'environ 35 000 AP, ainsi que deux autres figurines animales, l'une représentant un poisson et l'autre un hérisson,.

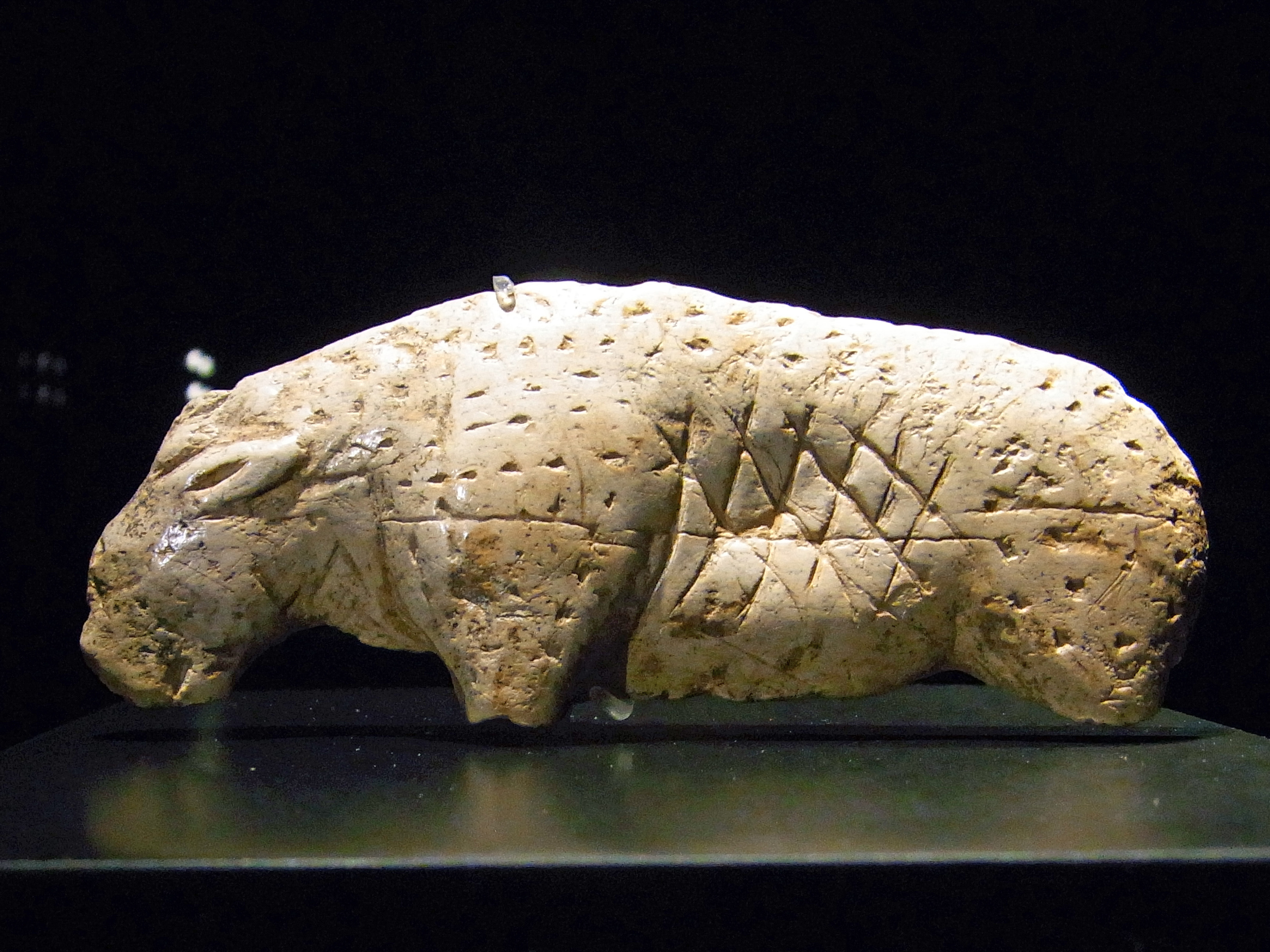
Lion des cavernes[41].
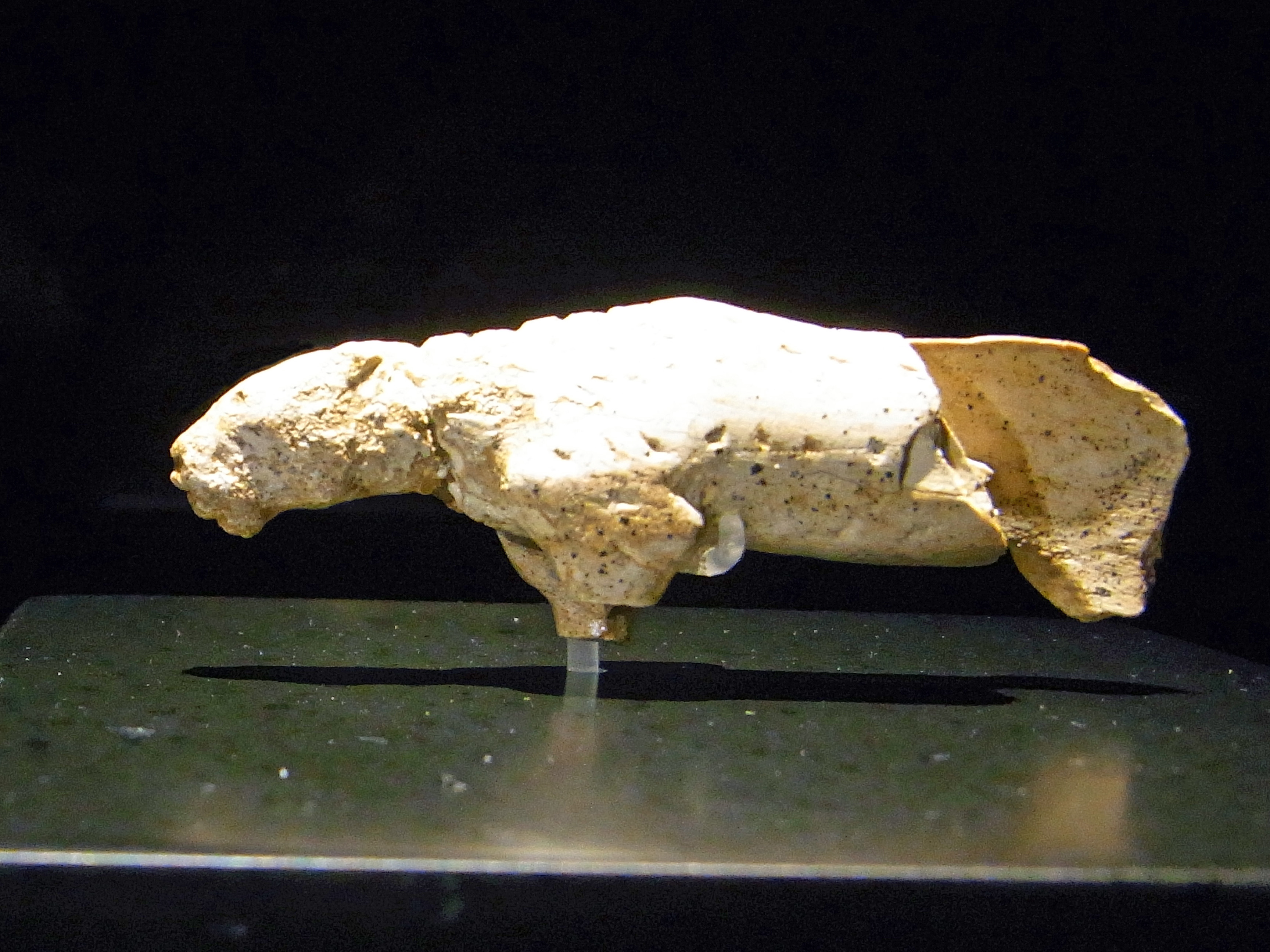
Figurine représentant une panthère ou une lionne[44],[41],[42].
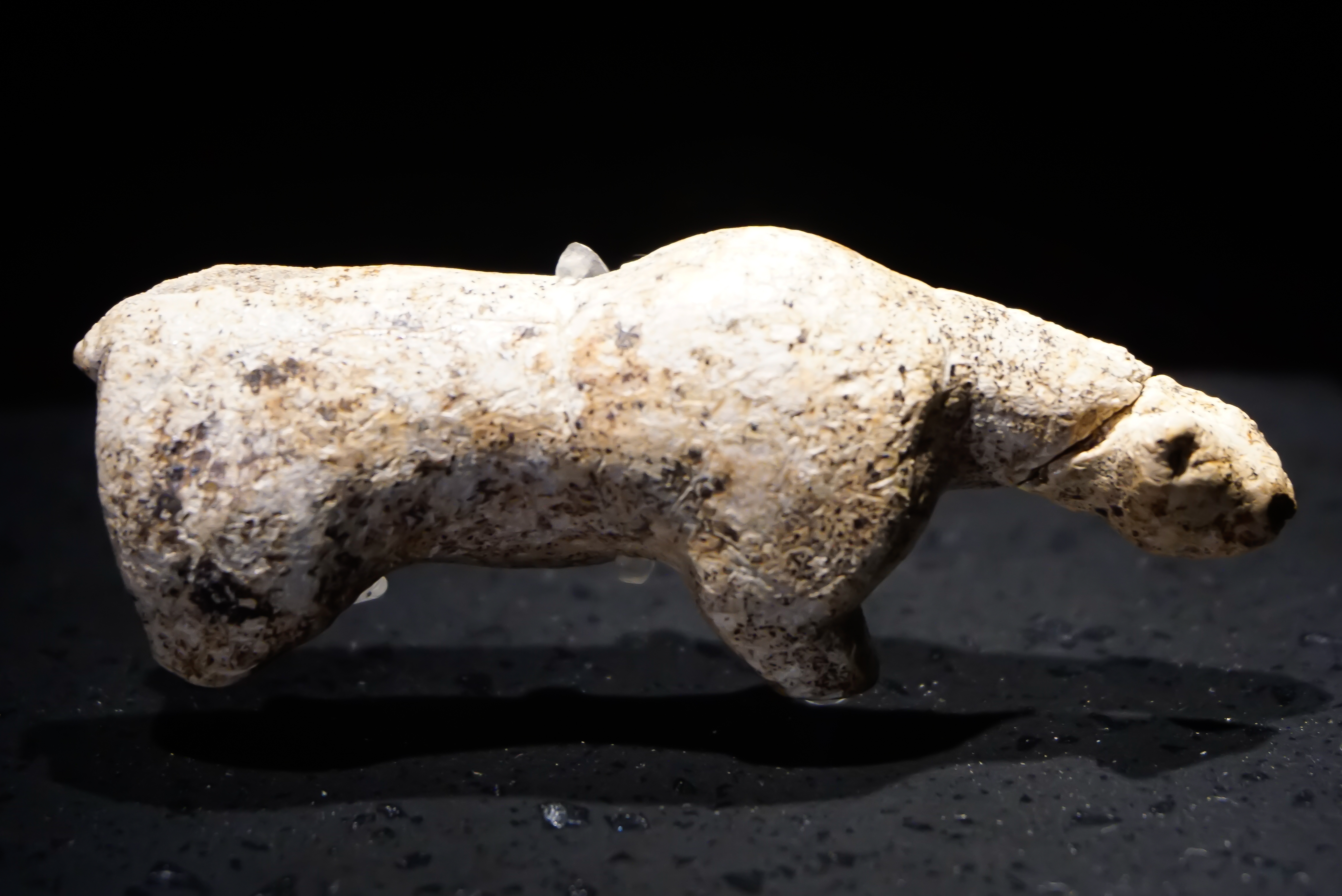
Figurine d'ours ou de lion[46],[45].

### Sources
- Cet article est partiellement ou en totalité issu de l'article intitulé « Grotte de Vogelherd » (voir la liste des auteurs).